# Класицистична архітектура Львова
Класицистична і ампірна архітектура Львова розвивалась з 2-ї половини XVIII ст. до середини ХІХ ст.

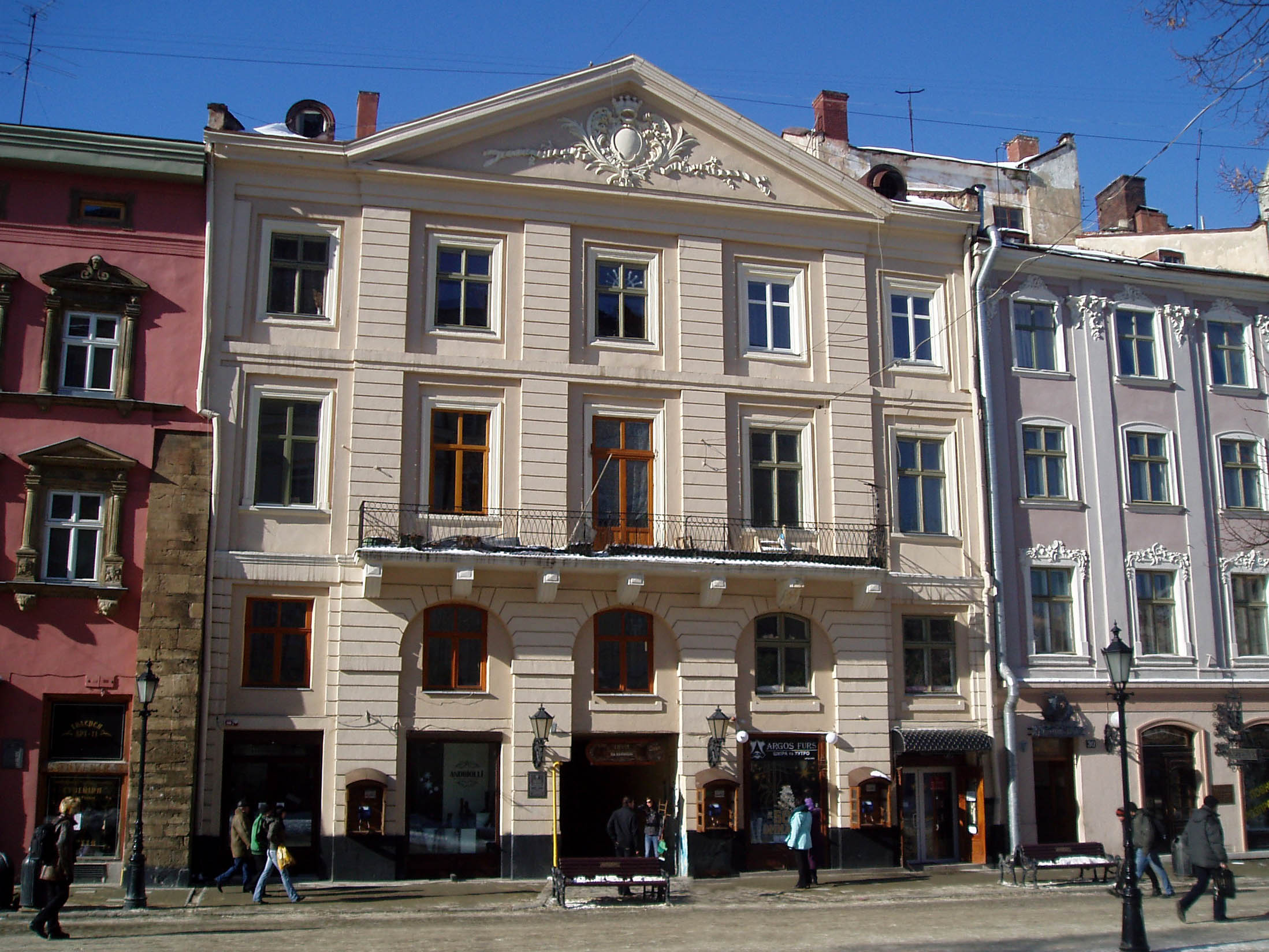
Будинок Коритовського

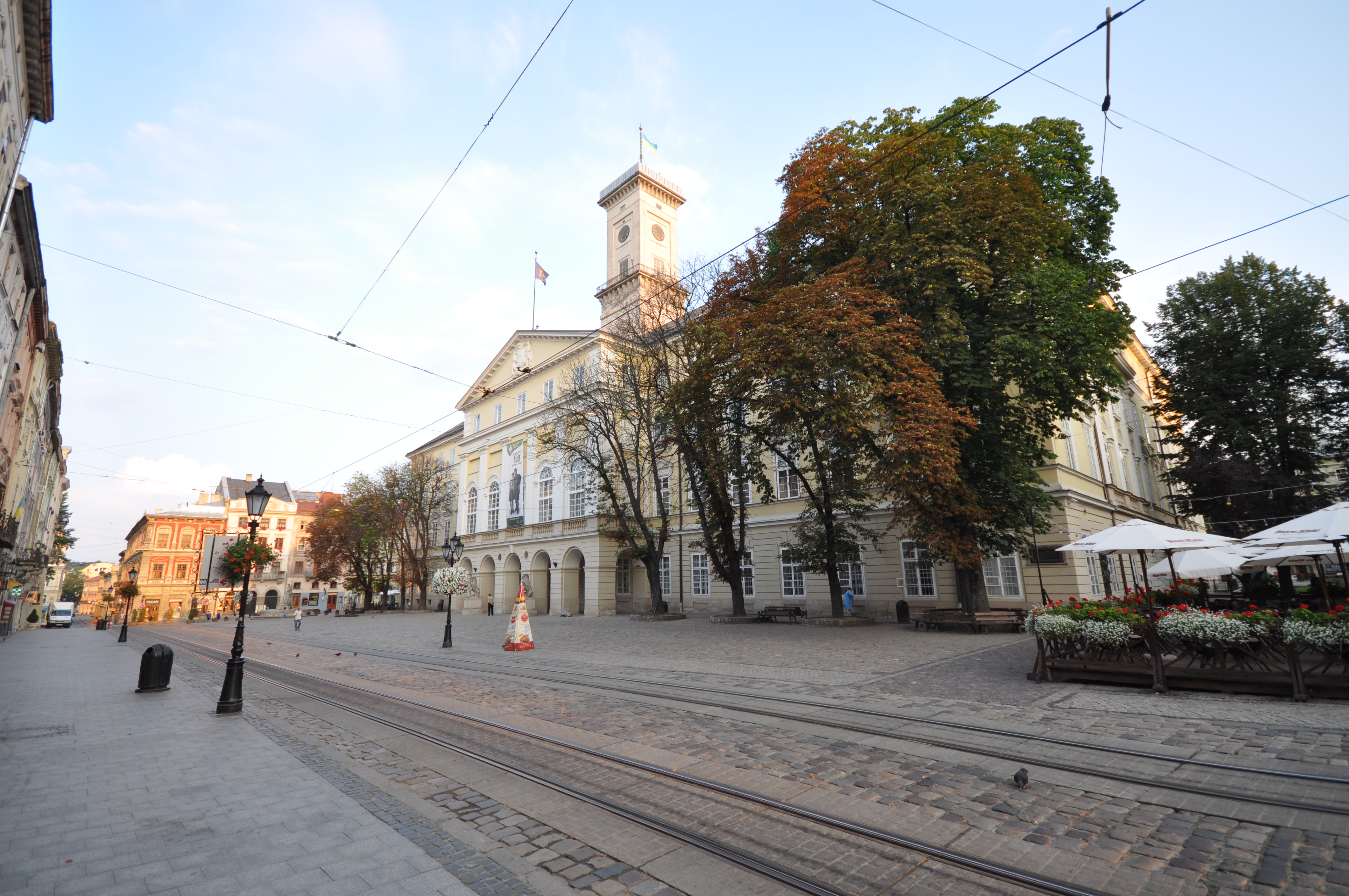
Львівська ратуша

### Світська забудова
Перші риси стилю класицизм проступали у декотрих будівлях пізнього бароко. Поширення стилю збіглося в часі із занепадом норм магдебурзького права і перебудовою міщанських кам'яниць під шляхетські резиденції. Вузькі кам'яниці не надто відповідали цим параметрам і доволі часто почали викуповувати і об'єднувати в одну будівлю дві сусідні кам'яниці. Першими звели на вулиці Театральній, 10 палац для генерала Роха Вінявського (1768—1773), кам'яниця Коритовського на площі Ринок, 29 палац львівського (польського) гарнізону полковника Феліц'яна Коритовського (1770). Дотепер виділяються своїм декором кам'яниця Піллерів на вул. Личаківській, 3, будинок на вул. Краківській, 34, кам'яниця Гауснера на пр. Свободи, 1/3 та інші з декором початку XIX століття.

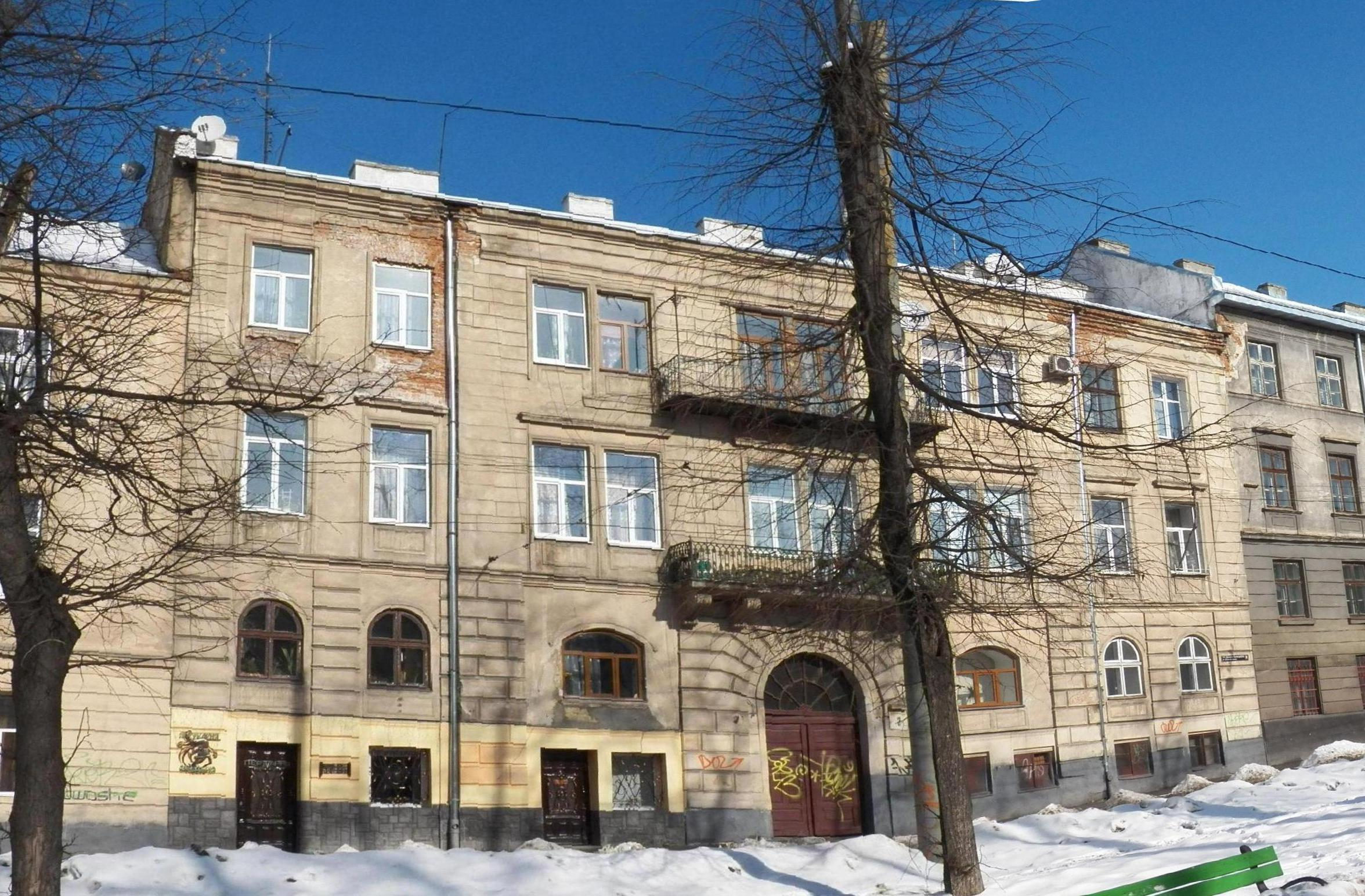
Пл. Данила Галицького, 3

З переходом міста під владу Габсбургів виникла потреба пристосування будівель для новоприбулих австрійських урядовців, військових. Було впроваджено нові вимоги до будівництва, а з 1780 розроблено проект впорядкування забудови із знесенням фортифікацій. Замість розкопаного міського валу з'явились прогулянкові бульвари — Гетьманські і Губернаторські вали з містками через Полтву, торгові площі, нові вулиці. Охочі були зобов'язані зводити триповерхові будинки згідно з планами, затвердженими урядовцями магістрату і з дозволу дирекції поліції. Нові правила пожежної охорони, санітарні вимоги змусили власників перебудувати будинки, які доволі часто були надбудовані новими поверхами. У помешканнях закрили давні декоровані сволоки стель, розібрали старі пічки. На новопрокладених вулицях не діяли обмеження щодо розміру парцель і тут виросли показні будівлі у стилі класицизму. Вони донині прикрашають вулиці Середмістя, навколишні площі Данила Галицького, Князя Ярослава Осмомисла, проспект Свободи, Соборну, вулиці Личаківську, Князя Романа, Пекарську, Дорошенка. На кінець XVIII ст. припадає встановлення першого пам'ятника не релігійного діяча на теренах України — пам'ятника гетьману Станіславу Яну Яблоновському.

### Урядова забудова

Фронтон колегіуму піярів

Першу світську будівлю з елементами класицизму заклали у 1750-х роках для Колегіуму піарів. Львів став столицею новоутвореної австрійської провінції. Для потреб урядовців збудували урядові будівлі на пр. Свободи, резиденцію губернаторів, ратушу, будинок вбогих. Під урядові заклади, для проживання урядовців було перебудовано будівлі закритих монастирів. Найбільшою будівлею тогочасного міста став театр Скарбека, що займав цілий житловий квартал і є найдорожчою будівлею в історії міста. Тоді це був за розмірами третій театр Європи, з готелем, кав'ярнями, крамницями, житловими приміщеннями (квартирами). У стилі зрілого класицизму було перебудовано костел св. Агнесси для наукового закладу Оссоленіум, подарованого засновником місту. Було збудовано нову будівлю колегіуму єзуїтів на час їхнього нетривалого повернення до міста.

### Сакральна забудова
Ще на початку XVIII століття з'явилися перші храми з елементами класицизму — костел св. Трійці тринітаріїв, костел св. Урсули, св. Агнесси кармеліток взутих. За австрійської доби після касати монастирів 1785 сакральне будівництво у місті завмерло. В основному проводилось розбирання давніх храмів (шпитальних Св. Духа, Св. Станіслава, декількох менших костелів), пристосування костелів під церкви (Церква Петра і Павла), чи для потреб міста (монастир кармелітів взутих, шпиталь боніфратрів, монастир бригідок, монастир францисканців, монастир тринітаріїв і т. д.). У 1840-х рр. було збудовано палац римо-католицьких архієпископів замість старого на площі Ринок, перебудованого у стилі віденського класицизму. Одночасно у Львові появилось декілька синагог — Велика міська синагога, Темпль.

## Мілітарна забудова
Наприкінці XVIII століття було знесено старі фортифікації міста. Замість них на початку XIX століття наступив тривалий період перебудови старих монастирських будівель під казарми артилерії, в'язниці і гарнізонного суду та зведення нових казарм артилерії ім. ерцгерцога Фердинанда, штабних будівель, гауптвахти, комендатури, управління XI армійського корпусу, військового басейну на Пелчинському ставі. Прикладом перебудови давніх фортифікацій для нових потреб може бути арсенал Сенявських.

## Галерея

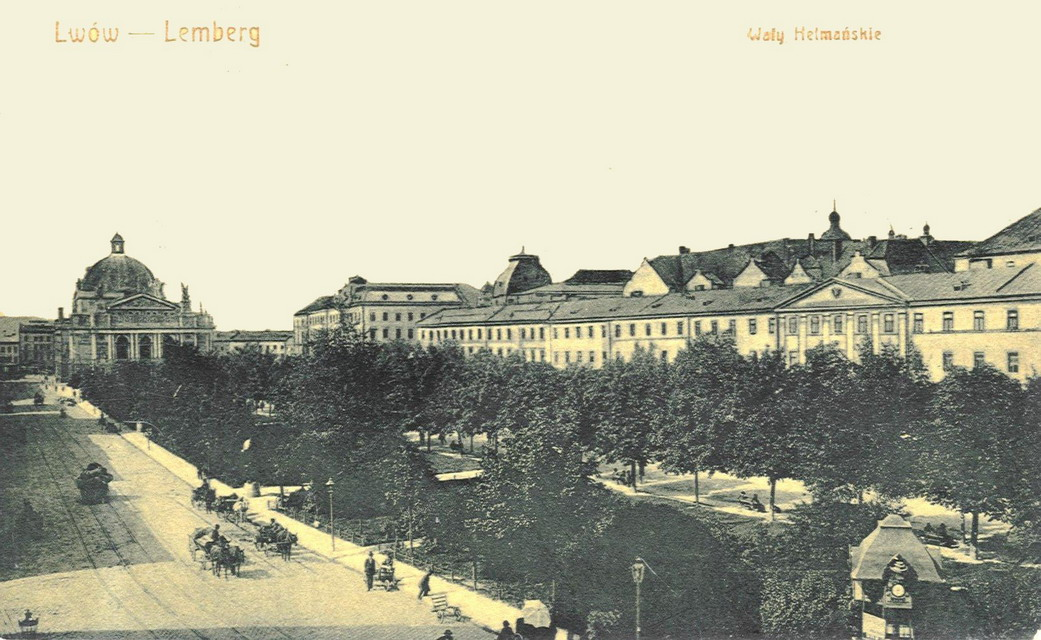
Неіснуюча урядова будівля на проспекті Свободи
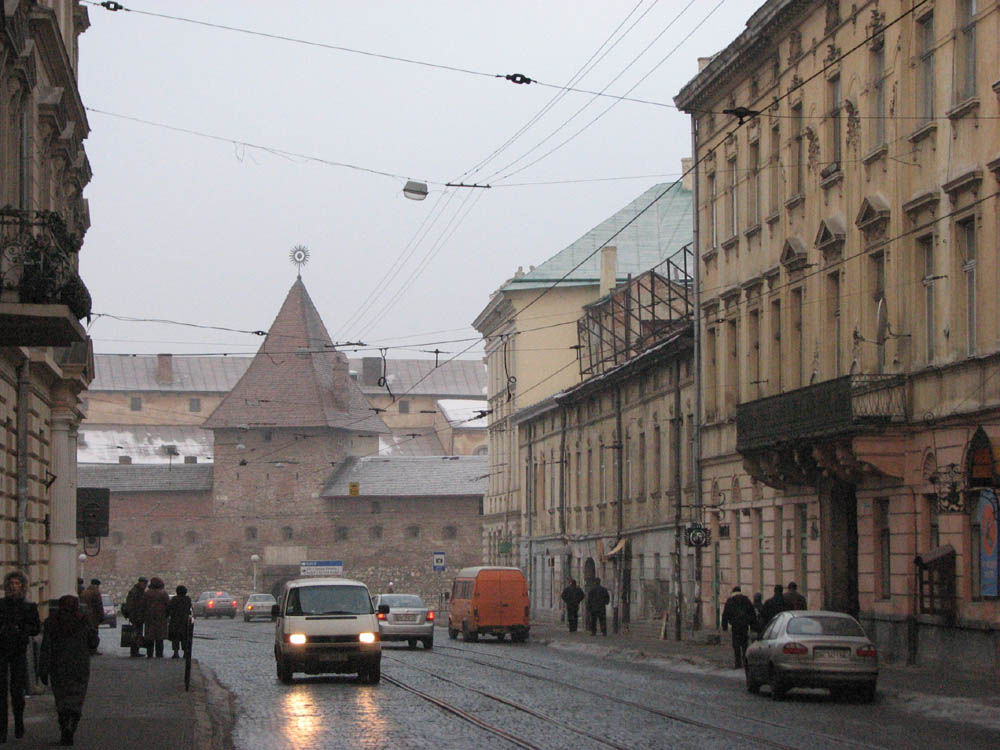
Будівлі у стилі класицизму на вулиці Личаківській
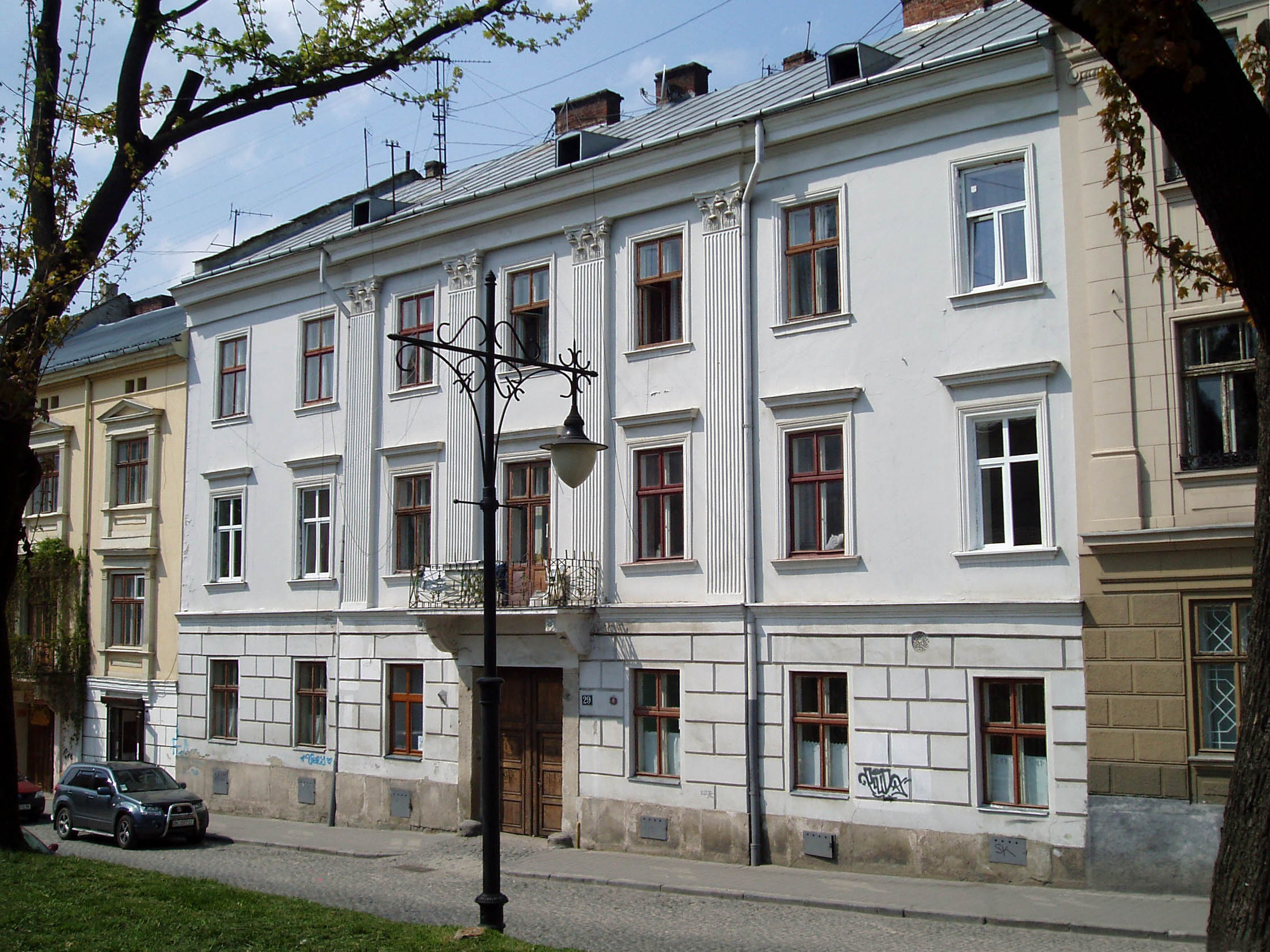
Будинок у стилі пізнього класицизму на вул. Валовій 29
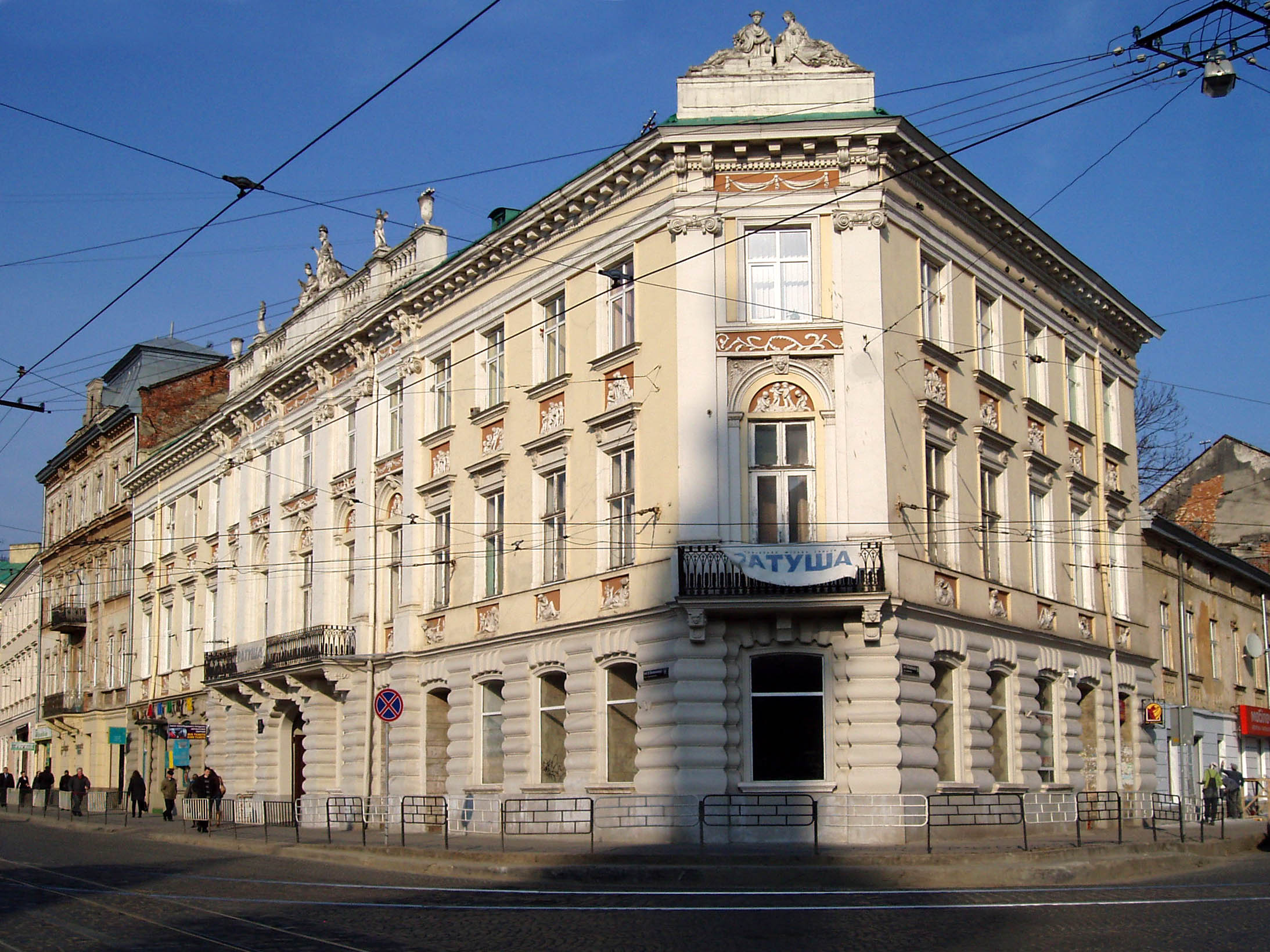
Будинок у стилі ампір на вул. Винниченка 8
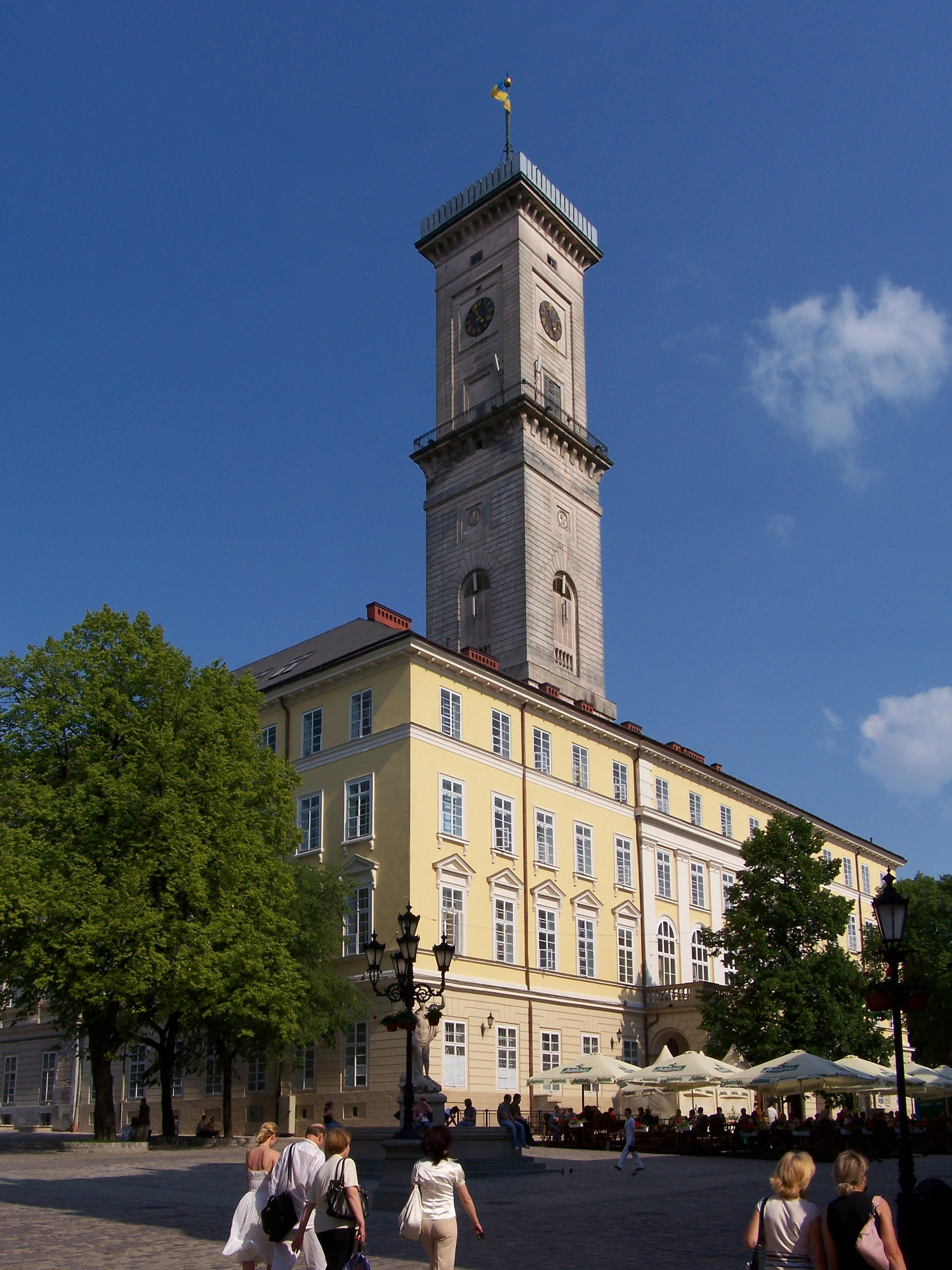
Ратуша
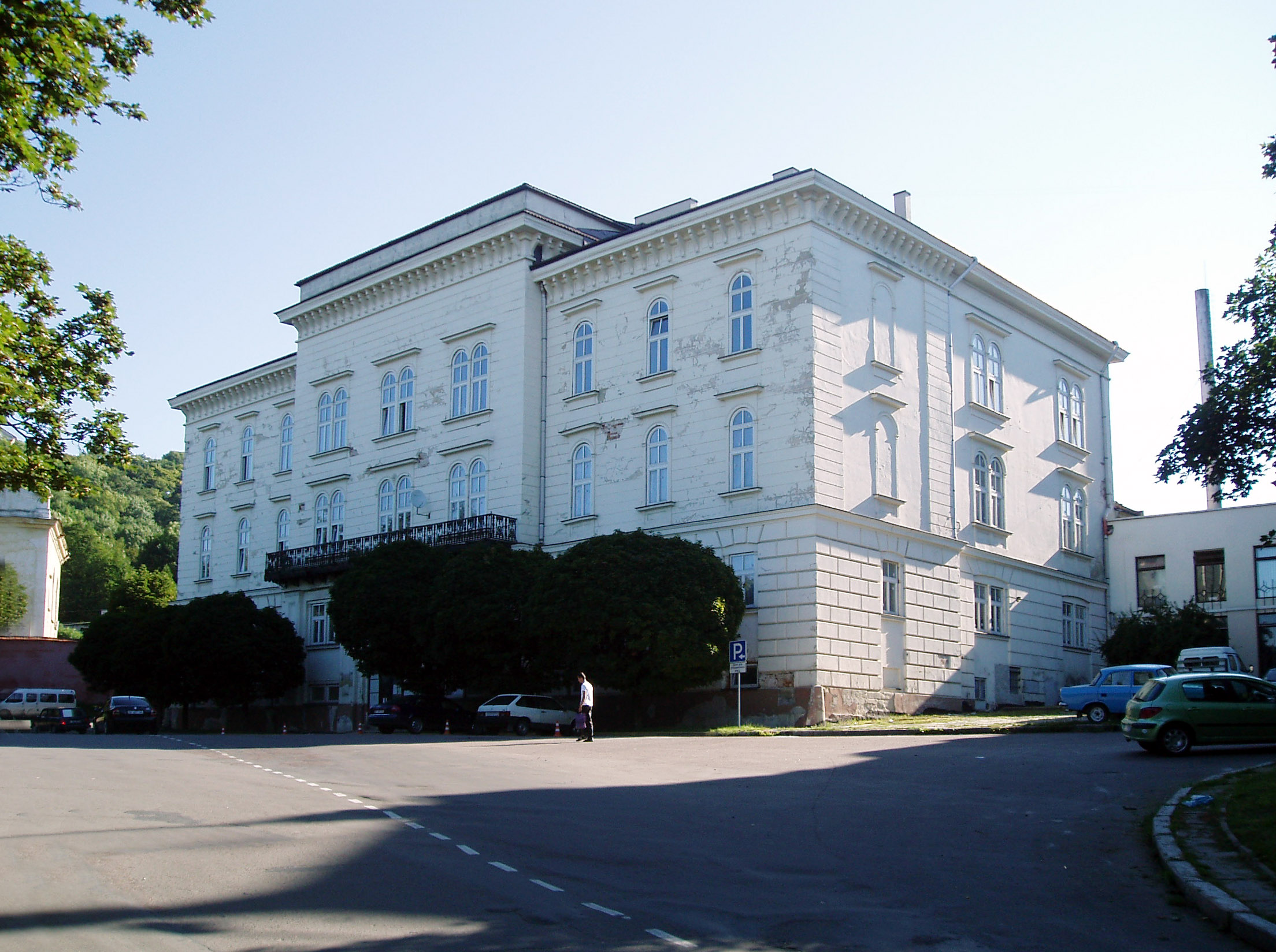
Палац римо-католицьких архієпископів
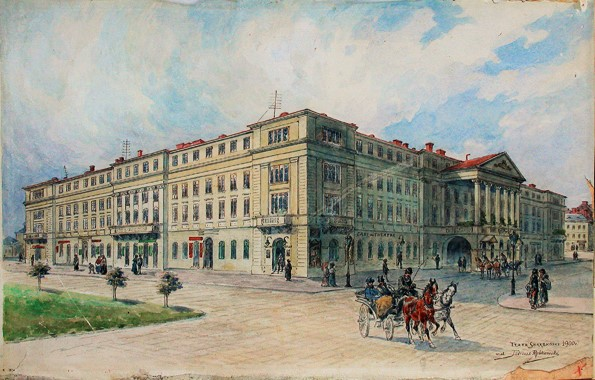
Театр Скарбека
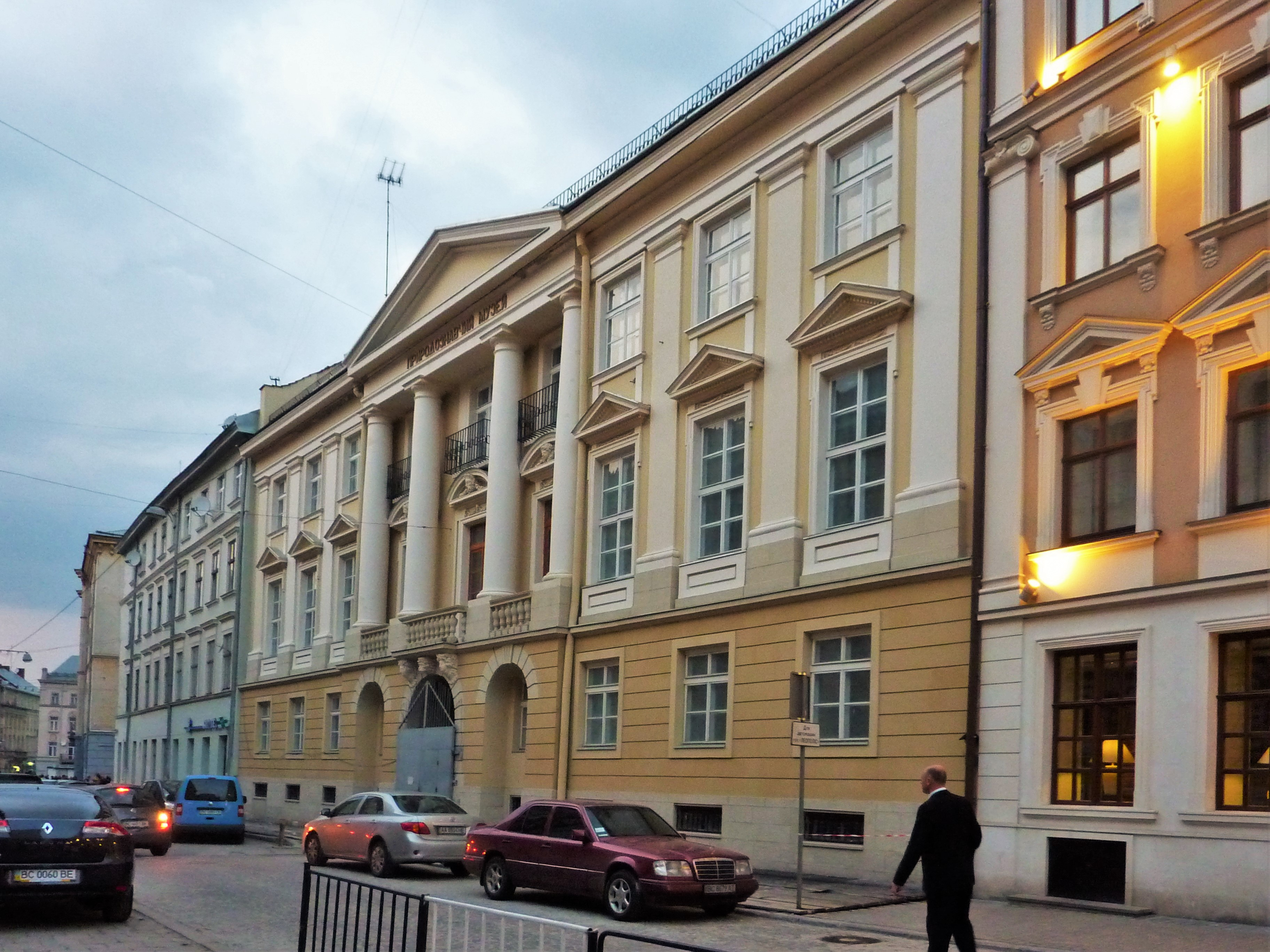
Палац Дідушицьких. Вул. Театральна 18
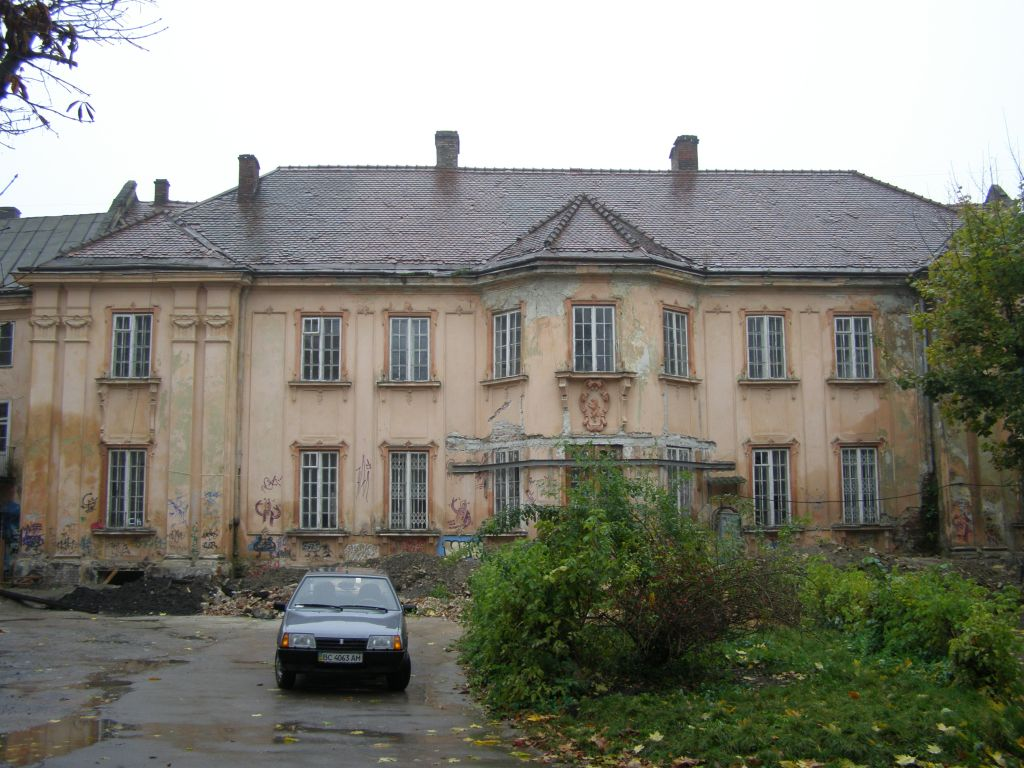
Палац Бесядецьких у стилі ампір
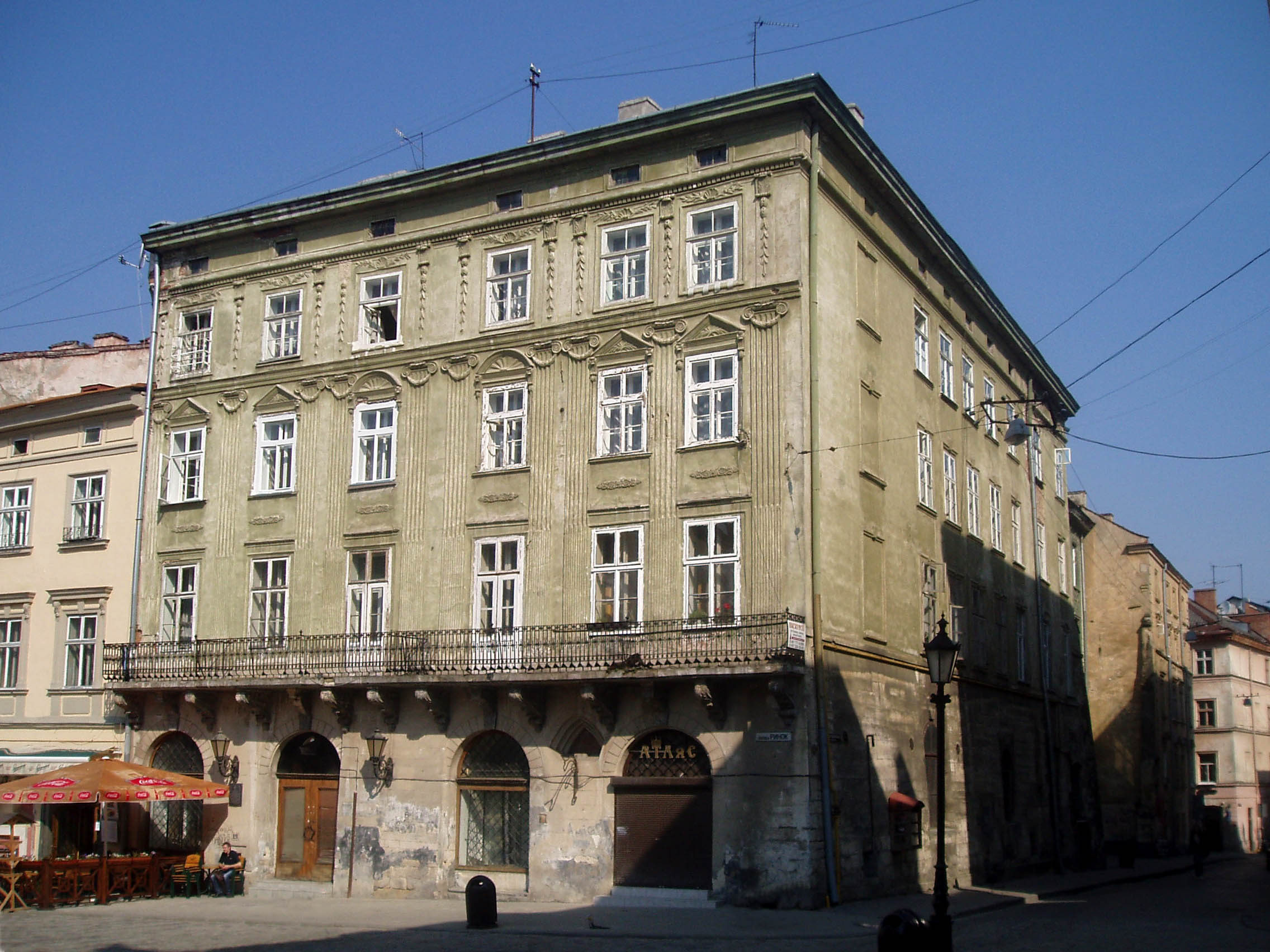
Будинок у стилі ампір на пл. Ринок 45
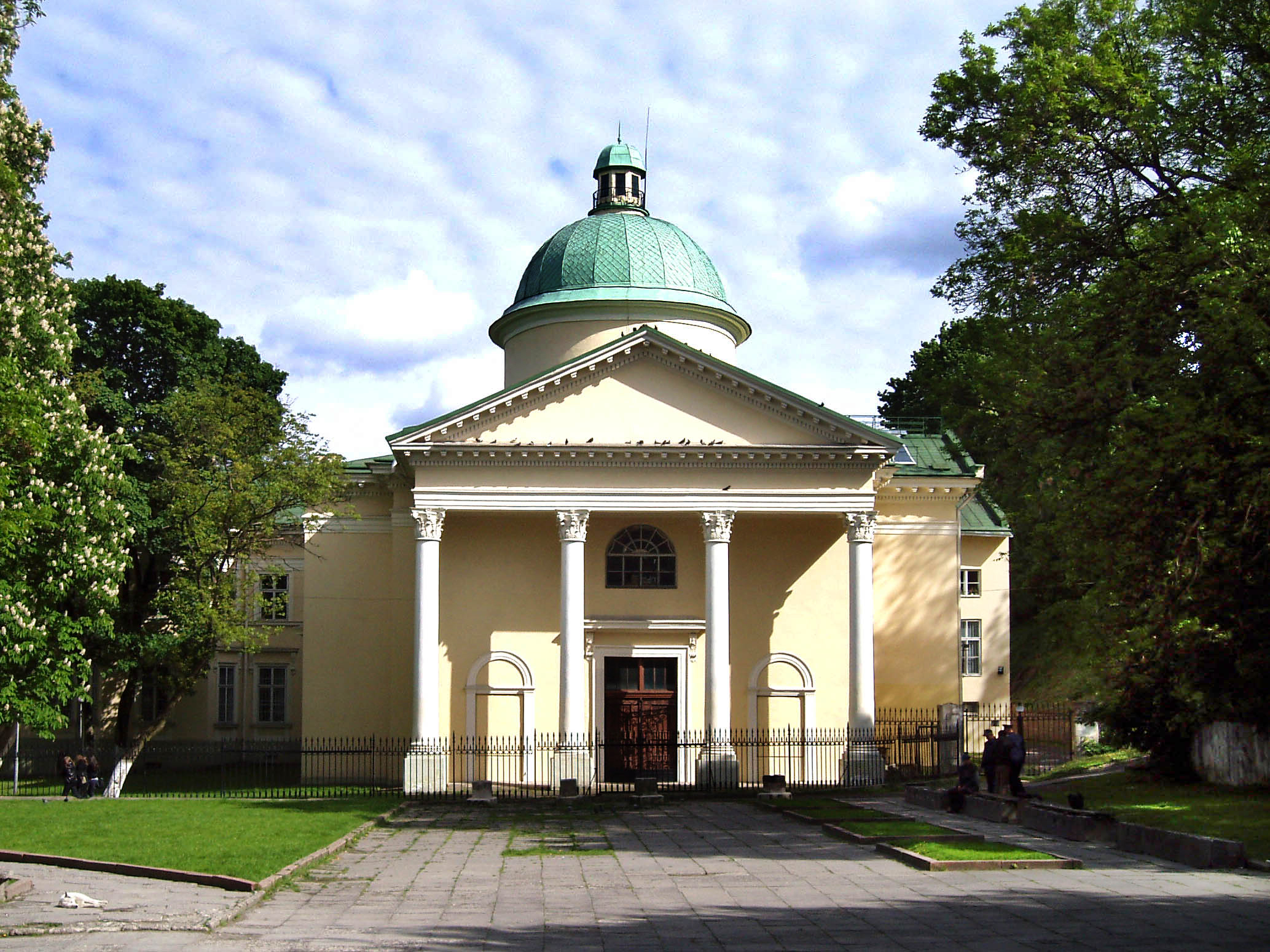
Оссоленіум
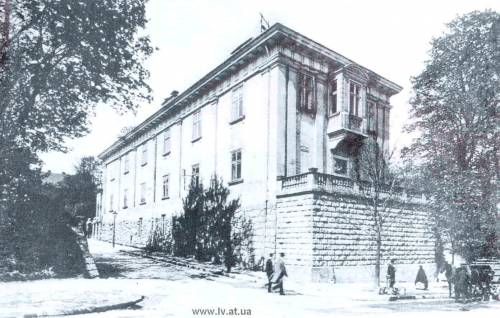
Арсенал Сенявських. 1916
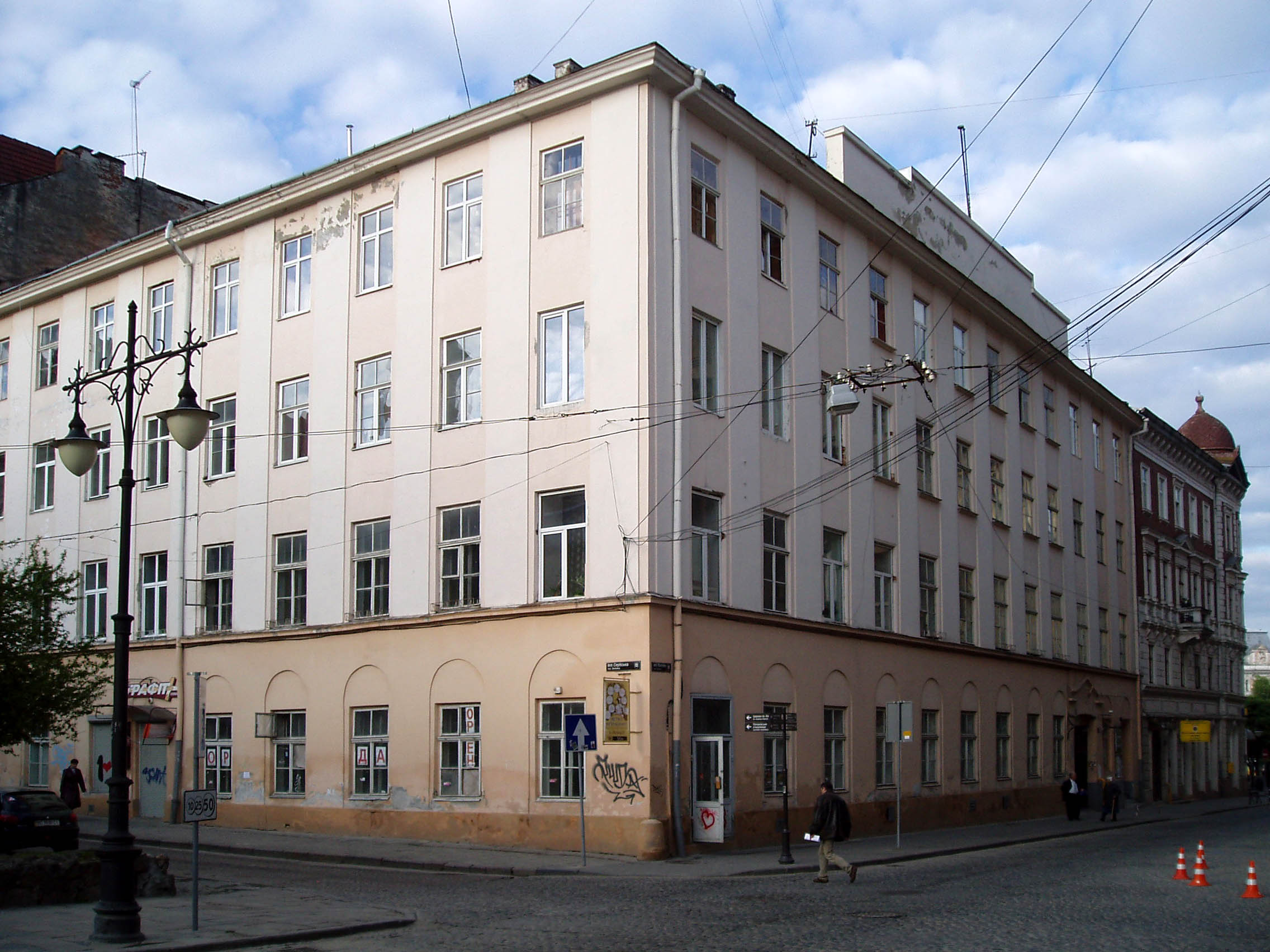
Будівля управління XI армійського корпусу. Вул. Валова 16
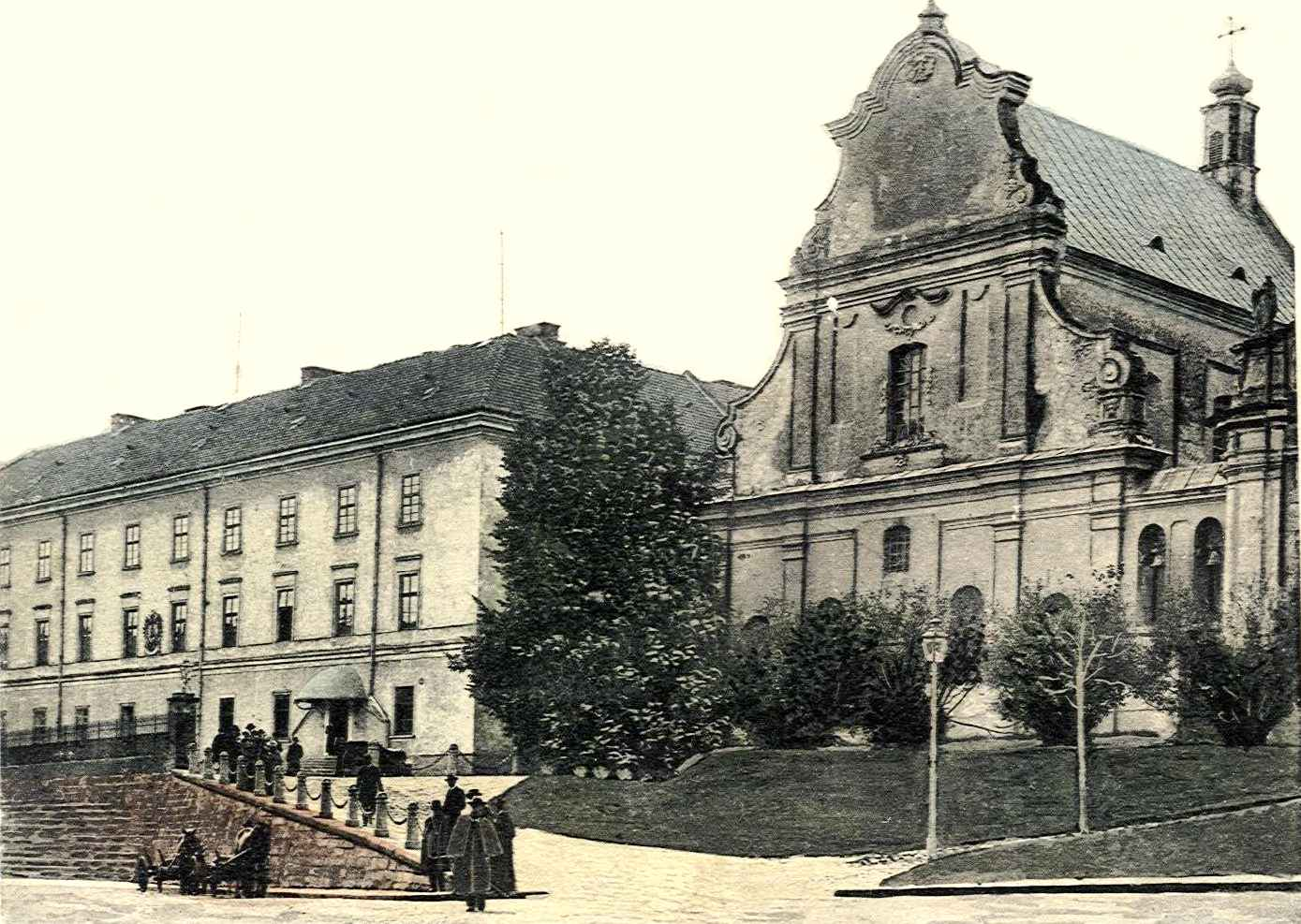
Колишній колегіум єзуїтів (ліворуч)
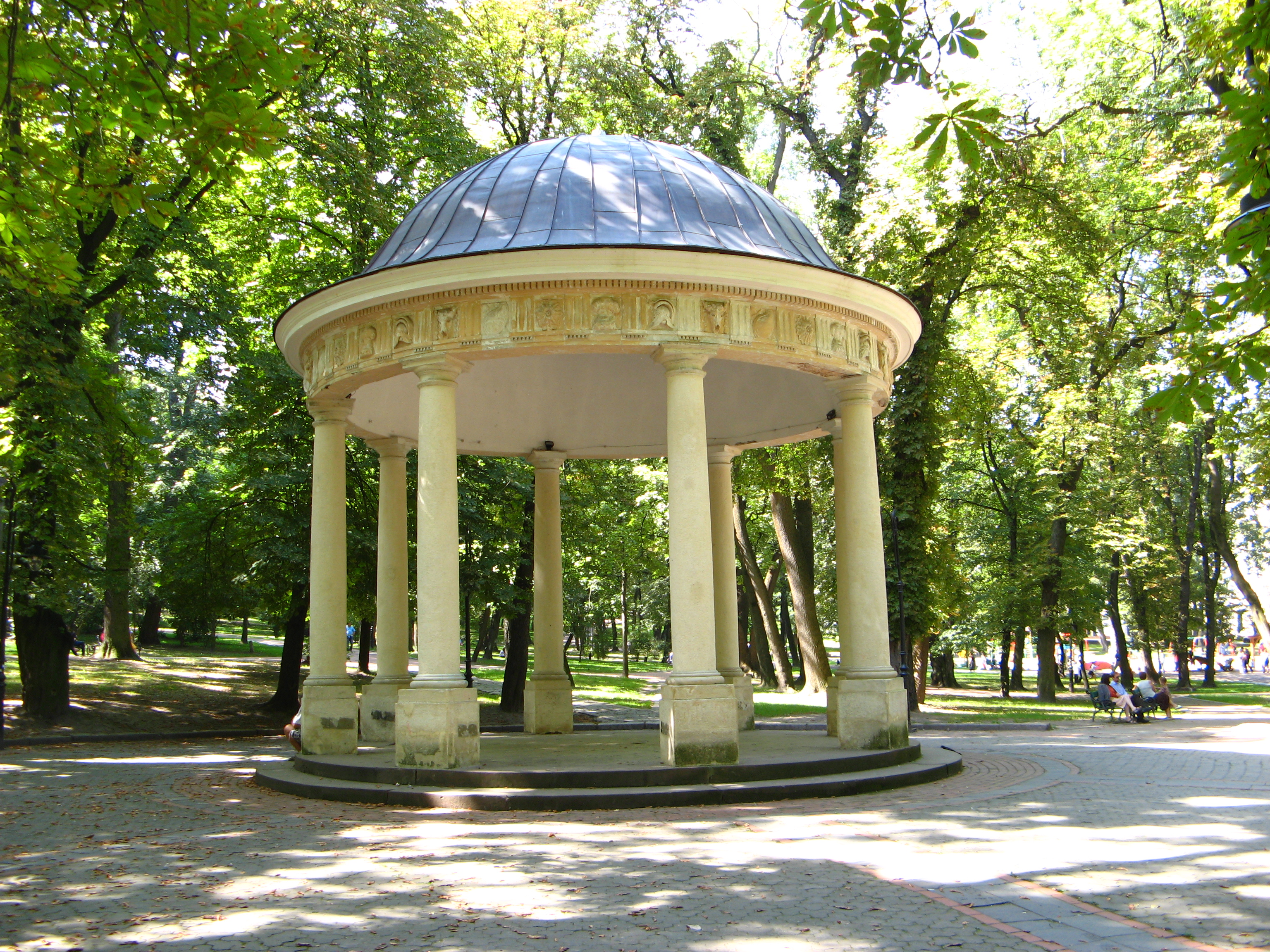
Альтанка у парку